# Замок Балротері
Замок Балротері-тауер (англ. Balrothery Tower Castle) — один із замків Ірландії. Розташований в графстві Дублін. Нині замок є національною пам'яткою історії Ірландії. Географічні координати замку: 53,586532°N 6,189995°W

## Історія замку Балротері-тауер
Після англо-норманського завоювання частини Ірландії землі Балротері були даровані союзником англо-нормандських завойовників Стронгбоу норманському лицарю Роберту де Роселю в 1171 році. На цих землях від збудував замок і місто. Назва замку і міста Балротері походить від ірландських слів Baile an Ridire — Балє ан Рідере — Місто Лицаря. Його син Патрік де Росель став пастором церкви в Балротері, а після його смерті Джеффрі де Костедін пожертвував частину земель Балротері абатству Трістернах, Кілбіксі. Це відбулось десь між 1191 та 1212 роками. У 1208 році землі Балротері стали баронством Фінгал. У 1343 році Річард де Костентін зробив ці землі баронством Балротері.
Замок Балротері-тауер являє собою триповерхову камінну вежу з квадратним планом, збідовану з дикого каменю. Замок неодноразово руйнувався і перебудовувався. Будівля замку, яка дійшла до нас побудована була 1500 року. Вежа прикрашена трилисником, вікна і бійниці оточені вапняковю або цегляною кладкою.
У північно-західному куті знаходиться вежа з гвинтовими сходами.
Верхній ярус головної вежі має два вікна для освітлення на кожній стороні. У східній частині замку є дзвіниця. Глибше в західній стіні є два вікна для освітлення прикрашені рельєфом голів та масок.
Біля замку є старовинна церква святого Петра, що теж охороняється як національна пам'ятка історії та культури.